# Campionati del mondo di BMX - Gara maschile Elite Cruiser
La Gara Uomini Elite Cruiser è stato uno degli eventi disputati durante i Campionati del mondo di BMX UCI. Per la prima volta fu corso nel 1996 ed è stato soppresso dal 2011.

## Albo d'oro
Aggiornato all'edizione 2010.
| Anno | Vincitore                   | Secondo                | Terzo                 |
| ---- | --------------------------- | ---------------------- | --------------------- |
| 1996 | Jamie Staff                 | Jason Richardson       | Florent Boutte        |
| 1997 | Christophe Lévêque          | Neal Wood              | Dale Holmes           |
| 1998 | Christophe Lévêque          | Dale Holmes            | Matt Hadan            |
| 1999 | Christophe Lévêque          | Thomas Allier          | Jason Richardson      |
| 2000 | Mario Andres Soto Eschebach | Randy Stumpfhauser     | Steven Veltman        |
| 2001 | Christophe Lévêque          | Dale Holmes            | Randy Stumpfhauser    |
| 2002 | Randy Stumpfhauser          | Christian Becerine     | Michal Prokop         |
| 2003 | Randy Stumpfhauser          | Michal Prokop          | Luke Madill           |
| 2004 | Randy Stumpfhauser          | Jason Richardson       | Christian Becerine    |
| 2005 | Randy Stumpfhauser          | Kevin Batey            | Bjorn Wijnants        |
| 2006 | Donny Robinson              | Danny Caluag           | Damien Godet          |
| 2007 | Jonathan Suarez             | Danny Caluag           | Kevin Batey           |
| 2008 | Thomas Hamon                | Manuel De Vecchi       | Jonathan Suarez       |
| 2009 | Ivo van der Putten          | Sander Bisseling       | Vincent Pelluard      |
| 2010 | Renato Rezende              | Andres Jiminez Caicedo | Carlos Oquendo Zabala |

## Medagliere
| Pos.   | Nazione     | Oro | Argento | Bronzo | Totale |
| ------ | ----------- | --- | ------- | ------ | ------ |
| 1      | Stati Uniti | 5   | 5       | 4      | 14     |
| 2      | Francia     | 5   | 1       | 3      | 9      |
| 3      | Regno Unito | 1   | 4       | 2      | 7      |
| 4      | Colombia    | 1   | 1       | 1      | 3      |
| 5      | Paesi Bassi | 1   | 1       | 0      | 2      |
| 6      | Venezuela   | 1   | 0       | 1      | 2      |
| 7      | Brasile     | 1   | 0       | 0      | 1      |
| 8      | Rep. Ceca   | 0   | 1       | 1      | 2      |
| 8      | Argentina   | 0   | 1       | 1      | 2      |
| 10     | Italia      | 0   | 1       | 0      | 1      |
| 11     | Australia   | 0   | 0       | 1      | 1      |
| 11     | Belgio      | 0   | 0       | 1      | 1      |
| Totale | Totale      | 15  | 15      | 15     | 45     |